# 나노팀
나노팀 주식회사(영어: NanoTIM)는 대한민국의 전기자동차용 방열 소재 기업이다.

## 같이 보기
- 석경AT
- 나노신소재(ANP)
- 나노캠텍
- 나노브릭
- 나노CMS